# Пахарівка (Джанкойський район)
Паха́рівка (крим. Paharivka, раніше хутор Чирік) — село Джанкойського району Автономної Республіки Крим. Населення становить 1 279 осіб. Орган місцевого самоврядування — Пахарівська сільська рада.

## Географія
Пахаревка — село на північному заході району, у степовому Криму, висота над рівнем моря — 19 м. Лежить на залізничній лінії Джанкой — Армянськ, у селі однойменна залізнична станція. Сусідні села: Випасне за 4 км на північ, Тутове за 2 км на схід та Істочне за 2 км на південний захід. Відстань до райцентру — близько 25 кілометрів.

## Історія
За однією з версій, хутір Чирік існував уже в 1864 році, але в доступних джерелах поселення того часу не зустрічається. Комуна «Червоний Орач» була утворена на початку 1920-х років  і, згідно Списку населених пунктів Кримської АРСР за Всесоюзним переписом від 17 грудня 1926 року, хутір Червоний Орач (він же Чирік) входив до складу Чокракської сільради Джанкойського району . Хутір Чирік перетворився в село і перейменований в Пахарівку в 1950-х роках  (мабуть, до 1954 року, так як в списках перейменованих пізніше сіл відсутній. Село, будучи з 1935 року центральною садибою радгоспу ім. 8 березня, адміністративно входило до складу Новокримської сільради. з 1 жовтня 1979 року — центр Пахарівської сільради .